# Homosexualität in Berlin
Dieser Artikel befasst sich mit der Homosexualität in Berlin. Berlin gilt schon seit dem Beginn des 20. Jahrhunderts als einer der wichtigsten Metropolen, in der Homosexuelle relativ frei und gefahrlos leben können. Als Zentrum der Lesben- und Schwulenszene gilt der Nollendorfplatz in Berlin-Schöneberg mit seinen umliegenden Straßen.

## Geschichte

### Frühe Neuzeit
So gut wie nichts ist zu Homosexuellen in Berlin und im Berliner Raum aus dem Mittelalter bekannt. Die ersten Zeugnisse aus der frühen Neuzeit berichten von Verfolgung und Ermordung. Im Jahr 1620 erließ der Kurfürst Georg Wilhelm (1595–1640) ein Landrecht, das sich an Gesetze, die Kaiser Karl V. erlassen hatte, anlehnte:

„[…] / daß alle Unkeuschheit / so wider die Natur / und sonst in was weise es immer geschehen kan / und für züchtigen Ohren nicht zu erzehlen gebühret / begangen wirdt / unnachleßlich mit dem Fewer vom Leben zum Todte gerichtet werden soll.“

Mehrere Fälle, die das Gesetz anwenden, sind aus dem Berliner Raum bekannt. Am 11. Juni 1704 wurden Ludwig Le Gros und Martin Schultze zum Tode verurteilt, da sie miteinander Unzucht getrieben hatten. Die Strafe wurde am 15. Juni vollstreckt. Am 31. Januar 1729 wurde der Bäcker Ephraim Ostermann zum Tode verurteilt, da er seinen 19-jährigen Lehrburschen Martin Köhler oral befriedigt hatte. Im Gegensatz dazu steht der zweimalige Freispruch des Adligen Ludwig Christian Günther von Appel, der 1718 und 1720 angeklagt war mit Bauernjungen Sodomie getrieben zu haben. Der Adlige wurde nicht bestraft während zwei Bauernjungen mit Schlägen bestraft wurden und ein dritter Schläge erhielt und des Landes verwiesen wurde.
Widersprüchlich sind die Berichte zu König Friedrich dem Großen und seinem Bruder Prinz Heinrich. Schon zu ihren Lebzeiten wurde behauptet, dass sie homosexuell seien. Beide hatten sie keine Kinder. Eindeutige Belege zu ihrer sexuellen Orientierung fehlen jedoch.
Seit dem Ende des 18. Jahrhunderts gibt es vermehrte Berichte zu Homosexuellen in Berlin. Es handelt sich einerseits um Berichte von einer in Berlin bestehenden Szene, andererseits setzt in der Mitte des 19. Jahrhunderts eine verstärkte wissenschaftliche Auseinandersetzung mit dem Thema ein. Aus dem Jahr 1782 stammt die zunächst anonyme Schrift mit dem Titel: Briefe über die Galanterien von Berlin auf einer Reise gesammelt von einem österreichischen Offizier, die vermutlich von Johann Friedel verfasst wurde. In dieser Schrift wird Berlin als Sodoma bezeichnet. Es gibt einen Bericht von einer Abendgesellschaft, bei der sich Warme Brüder (homosexuelle Männer) trafen und es wird von dem Besuch eines Knabenbordells berichtet.
1794 wurde in Preußen das Allgemeine Landrecht eingesetzt. Homosexualität wurde nicht mehr mit dem Tode, sondern mit Gefängnisstrafe und Verbannung bestraft.
Schon aus den 1840er Jahren liegt ein Polizeibericht vor, dass der Tiergarten als Treffpunkt für Schwule genutzt wurde. Etwas später erfährt man durch Beschreibungen von Karl Heinrich Ulrichs von Bällen, auf denen sich Urninge (Schwule) trafen. Dieser berichtet aber auch, dass die Polizei geheime Listen von Urningen führte.
1852 veröffentlichte der Mediziner Johann Ludwig Casper den Aufsatz „Ueber Nothzucht und Päderastie und deren Ermittlung Seitens des Gerichtsarztes“ in der Vierteljahrsschrift für gerichtliche und öffentliche Medicin. Dieser Aufsatz ist wichtig, da er Homosexualität nicht als Krankheit oder Verbrechen einstufte, sondern als Eigenschaft eines Menschen, die angeboren ist. Demnach seien Homosexuelle nicht schuldfähig.
Aus dem Jahr 1869 gibt es ein Gutachten des Berliner Arztes Rudolf Virchow mit der Forderung, den Paragraphen 143, der homosexuelle Handlungen unter Männern unter Strafe stellte, zu streichen. Die Forderung hatte jedoch keine Auswirkungen. Mit der Reichseinigung im Jahr 1871 änderte sich die gesetzliche Stellung der männlichen Homosexuellen nicht. Mit dem berüchtigten Paragraphen 175 blieb männliche Homosexualität weiterhin strafbar, auch wenn darauf keine Todesstrafe stand.
Aus dem Jahr 1885 ist ein größerer Prozess gegen den Gastwirt Carl August Seeger, einen Kellner und zehn Gäste von Seegers Gaststätte überliefert, denen vorgeworfen wurde, ein öffentliches Ärgernis zu sein, da sie sich in dem Lokal geküsst, an die Geschlechtsteile gegriffen und sich mit Mädchennamen angeredet haben. Seeger wurde wegen Kuppelei zu acht Monaten Gefängnis, die anderen zu drei und vier Monaten verurteilt.

### 1890 bis Zweiter Weltkrieg

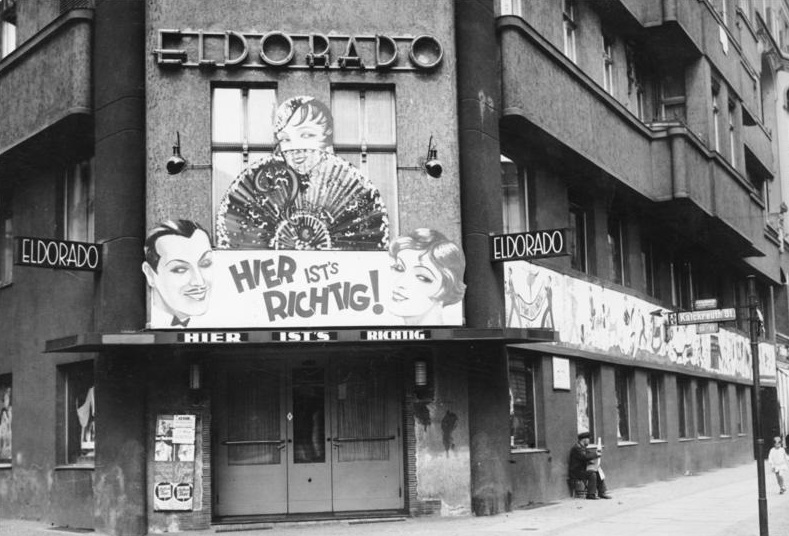
Das Eldorado

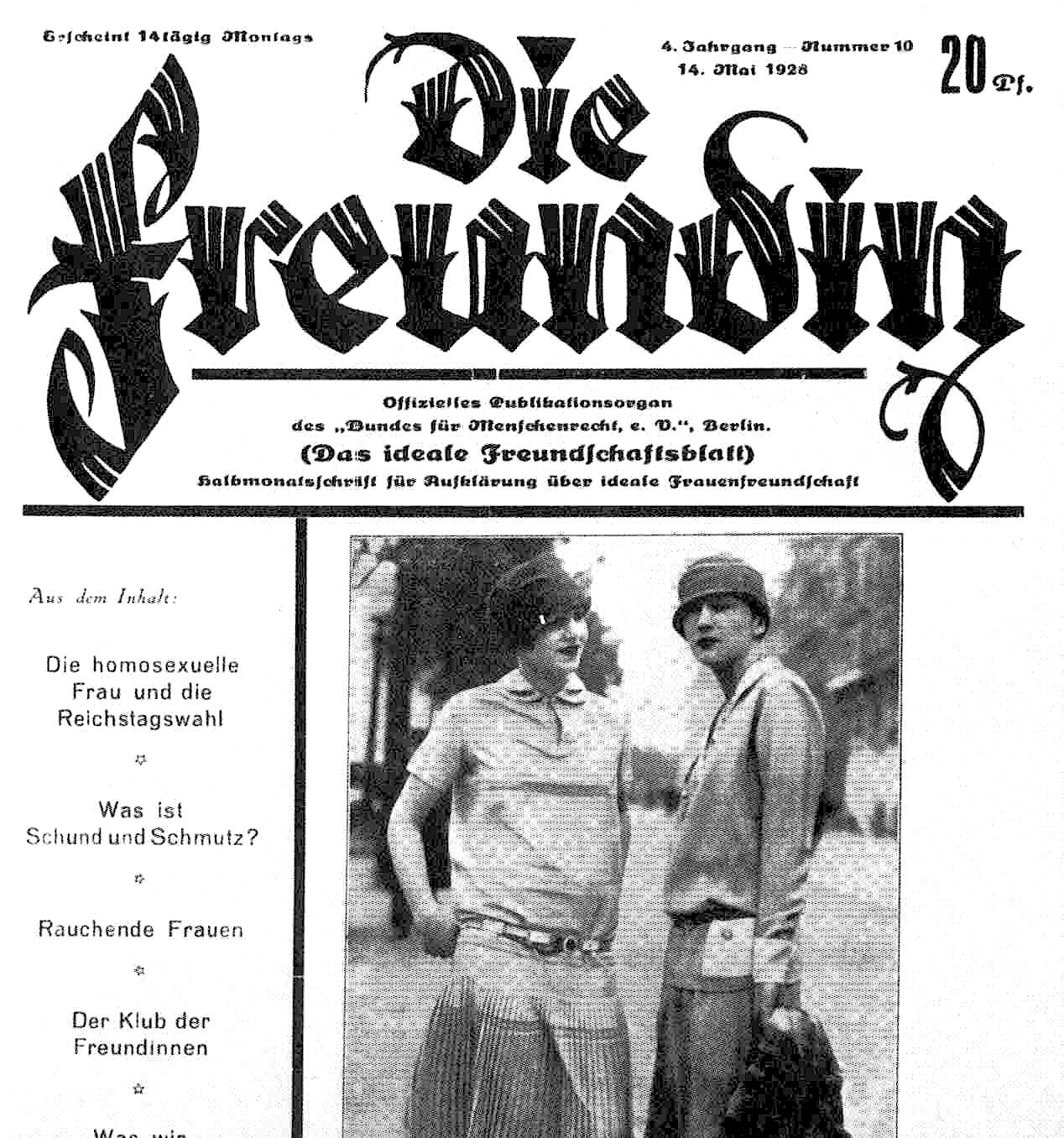
Titelblatt: „Die Freundin“

1903 und 1904 befragte man 3000 Studenten und 5721 Mitglieder des Verbandes der Metallarbeiter, ob sie bi-, hetero- oder homosexuell seien. Nach dieser Befragung waren 94,6 % heterosexuell, 1,5 % homosexuell und 3,9 % bisexuell.

### Homosexuelle Organisationen
Am Ende des 19. Jahrhunderts beginnt die Wirkungszeit des Arztes und Sexualforschers Magnus Hirschfeld, der als Mitbegründer der ersten Homosexuellen-Bewegung weltweit bekannt wurde. Die erste Schwulenorganisation war das Wissenschaftlich-humanitäre Komitee, das am 15. Mai 1897 in der Wohnung von Magnus Hirschfeld gegründet wurde. Die beiden anderen Gründungsmitglieder waren der Verleger Max Spohr und der Eisenbahnbeamte Eduard Oberg. Bis 1905 stieg die Mitgliederzahl der Organisation auf 408 an. Hauptziele waren die Sammlung von Unterschriften vor allem von Prominenten für die Abschaffung von Paragraph 175. Daneben wurden die Schriften von Karl Heinrich Ulrichs neu aufgelegt; es wurde die Fachzeitschrift Jahrbuch für sexuelle Zwischenstufen veröffentlicht und zahlreiche Vorträge wurden gehalten.
1903 wurde eine zweite Schwulenorganisation mit dem Namen Gemeinschaft der Eigenen ins Leben gerufen. Es handelte sich zum großen Teil um Leser der Zeitschrift Der Eigene. Diese Organisation stand oftmals in regelrechter Feindschaft zum Wissenschaftlich-humanitären Komitee, nach dem Ersten Weltkrieg jedoch arbeiteten sie verstärkt zusammen.
1919 eröffnete Magnus Hirschfeld in Berlin das Institut für Sexualwissenschaft. Er war auch Berater und Nebendarsteller beim ersten weltweiten Film Anders als die Andern (1919), der Homosexualität zum Thema hatte und sie nicht in einem negativen Licht darstellte.
Im Laufe der Zwanziger Jahre vereinigten sich viele der bestehenden Homosexuellenorganisationen im Bund für Menschenrecht, der vom Unternehmer Friedrich Radszuweit geleitet wurde sowie im Deutschen Freundschaftsverband.

#### Homosexuelles Leben
Um die Jahrhundertwende hatte sich bereits in zwei Berliner Stadtvierteln lesbisch-schwules Leben etabliert, zum einen nordwestlich vom Alexanderplatz bis zur Friedrichstraße und südöstlich der Friedrichstraße im nördlichen Kreuzberg. Ab den 1920er Jahren entwickelte sich dann ein dritter Schwerpunkt im Neuen Westen, dem nördlichen Schöneberg.
Rund um den Nollendorfplatz zwischen Kurfürstendamm und Bülowstraße entwickelte sich eine besonders lebendige und freie Szene, vor allem auch im Vergleich zu anderen gleichzeitigen Hauptstädten. Es gab zahlreiche Bars und Kneipen, Berlin wurde international zum Anziehungspunkt von Homosexuellen, die vor der Verfolgung im eigenen Land flüchteten. Der bekannteste von ihnen ist der englische Schriftsteller Christopher Isherwood, dessen Erlebnisse er in dem Buch Leb wohl Berlin veröffentlichte, woraus später das Musical und der Film Cabaret wurden. Unter den damaligen Lokalen hatte vor allem das Eldorado in der Motzstraße internationalen Ruhm. Hier trafen sich Transvestiten, Transsexuelle und voyeuristische Touristen gleichermaßen.
Das teilweise sehr Promiskuitive und vermeintlich Perverse dieser Szene war allerdings nicht unumstritten und führte zu teils deutlicher Ablehnung durch organisierte Homosexuelle, die in ihrem Kampf gegen den Paragraph 175 ein positives Bild des Homosexuellen zeichnen wollten, das durch „anständige Menschen und langjährige Beziehungen“ bürgerliche Werte replizierte und gegen männliche Prostitution und das Strichjungenwesen z. B. des Kleist-Kasino und die wie im Eldorado geübte Schaulust am „Perversen“ Stellung bezog.

Anzeige des Clubs „Geisha“, Augsburger Straße 72 von 1930 aus „Die Freundin“

Aus den 1920er Jahren gibt es auch zahlreiche Berichte von einer Lesbenszene, nicht zuletzt getragen von Aktivistinnen wie Lotte Hahm, Selli Engler, Käthe Reinhardt oder Charly. Homosexuellen Frauen stand in dieser Zeit eine nie wieder erreichte Anzahl von Clubs, Bars, Dielen und Cafés zur Verfügung. Es gab Dutzende Kneipen, wie die Auluka-Diele, das Cafe Domino, den Toppkeller, das Dorian Gray oder die Taverne. Ein beliebter Treffpunkt für Frauen waren auch Vereine, die sich in Kneipen trafen, oder mit denen die Frauen gemeinsam aufs Land fuhren. Mit Mädchen in Uniform gab es 1931 den ersten Film mit einer offen lesbischen Handlung und mit Die Freundin, der „Frauenliebe“ und „Die BIF – Blätter Idealer Frauenfreundschaften“ gab es auch speziell an lesbische Frauen gerichtete und zugleich auflagenstarke Magazine. Insgesamt sind drei in Berlin erschienene Lesbenzeitschriften dieser Zeit bekannt, die allerdings oft unter anderen Namen erschienen, wenn sie vom Aushangverbot an Kiosken durch den damaligen § 184 gegen „Schund- und Schmutzliteratur“ betroffen waren.
Am 3. März 1933, nur wenige Wochen nach der nationalsozialistischen Machtergreifung, wurden die vierzehn bekanntesten homosexuellen Treffpunkte der Stadt geschlossen, nämlich das Luisen-Kasino, die Zauberflöte, das Dorian Gray, das Kleist-Kasino, die Nürnberger Diele, die Internationale Diele, die Monokel-Bar, das Geisha, das Mali und Igel, das Boral, das Kaffee Hohenzollern, das Silhouette, das Mikado und das Hollandais. Im weiteren Verlauf der nationalsozialistischen Herrschaft wurden die meisten Einrichtungen für Homosexuelle, wie das Eldorado, aber auch das Institut für Sexualwissenschaft geschlossen und es begann die systematische Verfolgung Homosexueller, von denen viele in Konzentrationslagern umgebracht wurden oder unter schweren Repressionen zu leiden hatten.

### Geteiltes Berlin
Nach dem Ende der nationalsozialistischen Diktatur blieb eine Entschärfung der Gesetzeslage bezüglich männlicher Homosexualität zunächst aus. Der Paragraph 175 in seiner nationalsozialistischen Fassung wurde erst 1969 in Westdeutschland entschärft und 1994 ganz abgeschafft.

#### Homosexualität in Ost-Berlin
In der DDR trat mit der Gründung des Staates die Fassung der Weimarer Republik in Kraft, die dann 1968 abgeschafft wurde. In Ost-Berlin wurde 1973 die Homosexuelle Interessengemeinschaft Berlin gegründet, die sich für die Rechte Homosexueller einsetzte. Treffpunkt der Initiative war oftmals das Gründerzeitmuseums in Berlin-Mahlsdorf mit Charlotte von Mahlsdorf als Gastgeberin.

#### Entwicklung der Szene und politischen Bewegung in West-Berlin

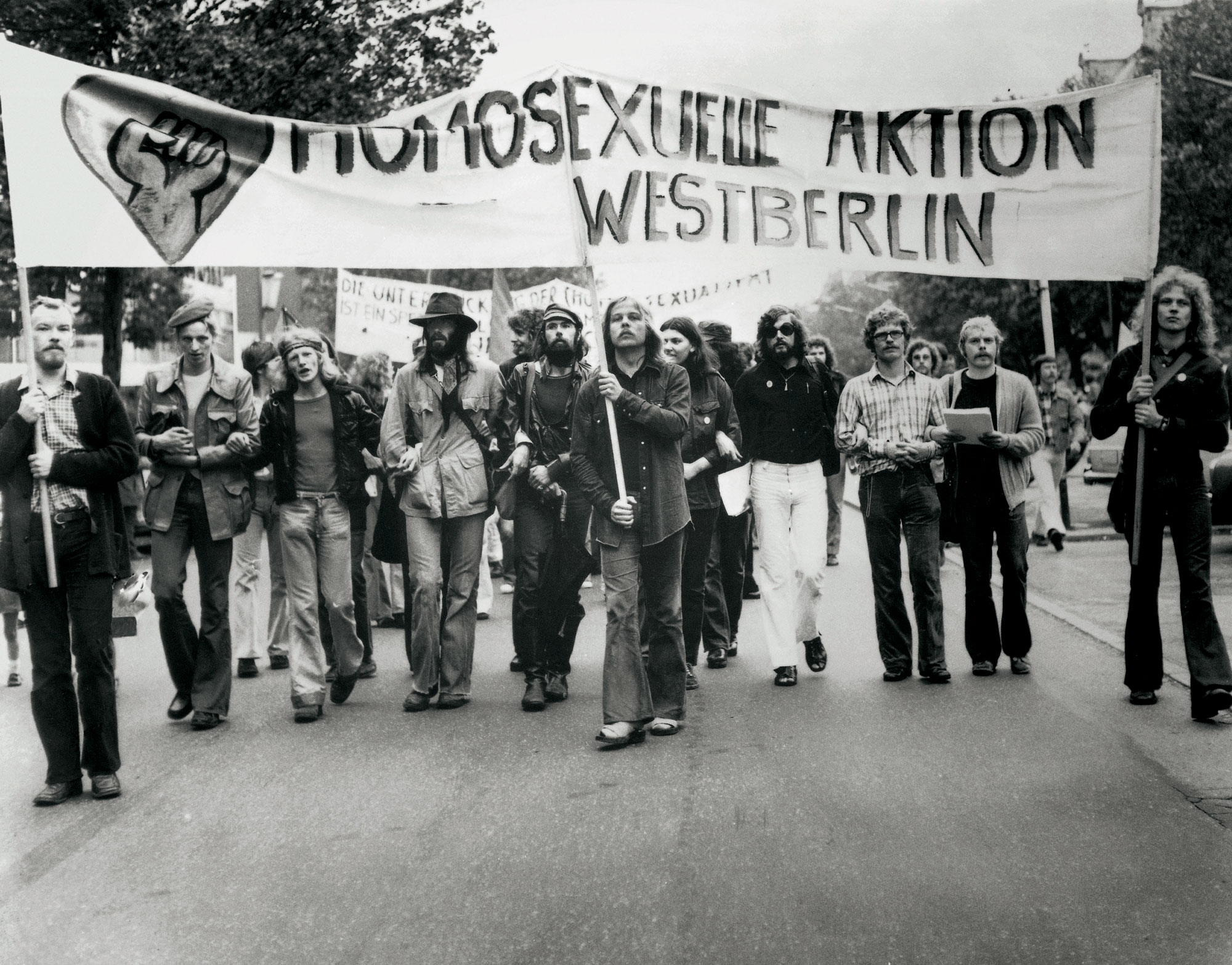
Homosexuelle Aktion Westberlin

Nach 1969 entwickelte sich in West-Berlin schnell eine Schwulenszene mit zahlreichen Kneipen, Bars und Saunen, vor allem um die Motzstraße in Schöneberg. 1971 wurde Rosa von Praunheims Film Nicht der Homosexuelle ist pervers, sondern die Situation, in der er lebt bei der Berlinale uraufgeführt. Das war der Anstoß der modernen Schwulen- und Lesbenbewegung in Deutschland. Im selben Jahr wurde daraufhin mit der Homosexuellen Aktion Westberlin die erste Gruppe der Schwulenbewegung nach dem Zweiten Weltkrieg gegründet. Die zweite Gruppierung ist die 1974 gegründete Allgemeine Homosexuelle Arbeitsgemeinschaft. Aus der für Berlin aktiven Hausbesetzerszene entstand 1981 das Tuntenhaus als alternatives Wohn- und Kulturprojekt der Schwulenszene. Ein weiterer alternativer Lebensraum wurde eine Dekade später mit dem Bauwagenplatz Schwarzer Kanal eingerichtet. 1985 gab es in Berlin die erste an Homosexuelle gerichtete Radiosendung: Eldoradio. Im selben Jahr wurde das Schwule Museum eröffnet. Seit etwa dieser Zeit erschienen auch die ersten Stadtmagazine, wie die Siegessäule.
Seit 1979 wird in Berlin auch alljährlich der Christopher Street Day begangen. 1979 gab es 400 Teilnehmer. 1982 waren es schon 3000, 1990 mehr als 10.000 und seit 1997 über 100.000. 1980 wurde der Film Taxi zum Klo in Berlin gedreht, der das schwule Leben des Regisseurs Frank Ripploh in der Stadt in aller Offenheit zeigt und auch diverse graphisch eindeutige Sexszenen aufweist. Der Film gilt als Meilenstein in der Geschichte des schwulen Films.

### Nach der Wende
Von 2001 bis 2014 hatte Berlin mit Klaus Wowereit einen offen schwulen Bürgermeister. Er stand schon vor seiner Wahl offen zu seiner Homosexualität und wurde vor der Wahl vor allem mit dem Ausspruch: „Ich bin schwul – und das ist auch gut so!“ bekannt. Mit diesem Outing bei einer Wahlkampfrede kam er potenziellen Reportern zuvor, die dieses Thema eventuell hätten ausschlachten können. Mit Alfonso Pantisano wurde 2023 die erste „Ansprechperson Queeres Berlin“ berufen.

#### Initiative für die Akzeptanz sexueller Vielfalt
Auf Initiative der Grünen wurde im Jahr 2009 vom rot-roten Senat die Initiative Berlin tritt ein für Selbstbestimmung und Akzeptanz sexueller Vielfalt beschlossen, um die Lebenssituation von Schwulen und Lesben in Berlin in verschiedenen Alltagssituationen zu verbessern. In der Folge wurden unter anderem Ansprechpartner zum Thema bei Polizei und Staatsanwaltschaft und Kontaktpersonen in den Schulen eingesetzt.
Um den Prozess weiter zu befördern, entwickelten die Fraktion der Linken und die Piratenfraktion 2012 gemeinsam eine erneute Initiative „Berlin tritt ein für Selbstbestimmung und Akzeptanz sexueller Vielfalt 2.0“ mit 52 Punkten. Ein weiterer inhaltlich ähnlicher Antrag wurde parallel von den Grünen erarbeitet.
So wie Berlin bis in die frühen 1930er Jahre im Ruf einer „Gay Capital“ stand, gilt Berlin heute vielen als „LGBTI*-Hauptstadt“.

## Ehe und Eingetragene Lebenspartnerschaften
2011 waren 12.939 Berliner in einer Eingetragenen Lebenspartnerschaft gemeldet (8803 männlich, 4136 weiblich). 2012 waren es 13.224 (9004 männlich, 4220 weiblich).
Am 12. Juni 2015 stimmte der Bundesrat einem der von SPD, Grünen und Linken regierten Ländern Niedersachsen, Baden-Württemberg, Brandenburg, Bremen, Hamburg, Nordrhein-Westfalen, Rheinland-Pfalz, Schleswig-Holstein und Thüringen eingebrachten Entschließungsantrag zur Öffnung der Ehe für gleichgeschlechtliche Paare zu. Das rot-schwarz regierte Land Berlin enthielt sich bei der Abstimmung, da im Koalitionsvertrag vereinbart worden war, sich grundsätzlich bei Uneinigkeit im Bundesrat zu enthalten. Zuvor hatte der Berliner Innenminister Frank Henkel (CDU) dem Regierenden Bürgermeister Michael Müller (SPD) mit einem Koalitionsbruch gedroht, sollte die SPD dem Entschließungsantrag zustimmen. Der damalige Antrag wurde im Bundestag vertagt.
Erst seit dem 1. Oktober 2017 können gleichgeschlechtliche Paare heiraten. Bis September 2017 eingegangene Lebenspartnerschaften können auf Antrag in Ehen umgewandelt werden. Am 6. März 2018 verzichtete Bayerns Staatsregierung auf eine Klage vor dem Bundesverfassungsgericht.

## Lesbenfriedhof
Auf dem Friedhof I der Georgen-Parochialgemeinde wurde am 6. April 2014 der erste Friedhofsbereich in Deutschland eröffnet, auf dem ausschließlich Lesben bestattet werden. Er erstreckt sich über ein 400 Quadratmeter großes, zuvor verwildertes Gelände und bietet Platz für etwa 80 Grabflächen.

## Festivals
- Berlin Pride
- Transgenialer CSD
- Folsom Europe
- Teddy Award
- Lesbisch-schwules Stadtfest Berlin
- Berlin Lesbian Non-Binary Filmfest (BLN)

## Filme
- Jochen Hick, Andreas Strohfeldt: Out in Ost-Berlin, Dokumentation 2013[30]
- Jochen Hick: Mein wunderbares West-Berlin, Dokumentation 2017[31]
- Barbara Wallbraun: Uferfrauen – Lesbisches L(i)eben in der DDR, Dokumentation, 2019[32]
- Benjamin Cantu: Eldorado – Alles, was die Nazis hassen, Dokumentation, 2023[33]
- Jochen Hick: Queer Exile Berlin, Dokumentation, 2023[34]